# Stanisław Mierzwa

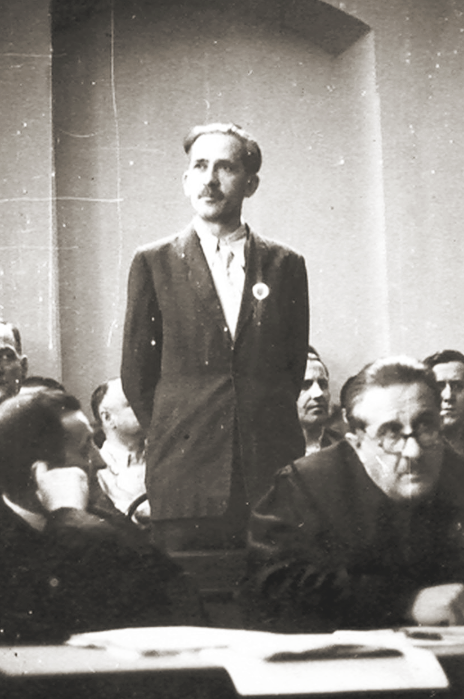
Stanisław Mierzwa podczas procesu pokazowego WiN-PSL 1947

Stanisław Mierzwa (ur. 27 stycznia 1905 w Biskupicach Radłowskich, zm. 10 października 1985 w Krakowie) – polski adwokat i działacz ludowy. Członek Stronnictwa Ludowego, zastępca sekretarza generalnego Polskiego Stronnictwa Ludowego, członek Rady Naczelnej PSL, członek Zarządu Wojewódzkiego PSL w Krakowie, członek Wojewódzkiej Rady Narodowej w Krakowie (1945–1946).

## Życiorys
Syn Franciszka i Karoliny z domu Golba. Ukończył szkołę ludową w Biskupicach a następnie powszechną w Żabnie. Absolwent Gimnazjum im. Hetmana Jana Tarnowskiego w Tarnowie. W 1926 wstąpił do Wyższego Seminarium Duchownego w Tarnowie. Ze względu na zły stan zdrowia zrezygnował z nauki tamże w trzecim roku studiów. W 1934 ukończył prawo na Uniwersytecie Jagiellońskim. W latach 1934–1939 odbył aplikację adwokacką.
Żonaty z Heleną z domu Ściborowską.
Kierownik Związku Akademickiej Młodzieży Ludowej w latach 1932–1933.
Podczas strajku chłopskiego w 1937 odpowiadał za jego organizację na terenie Małopolski i Śląska. Po stłumieniu protestów brał udział w zapewnieniu pomocy aresztowanym uczestnikom oraz ich rodzinom.
W 1940 wszedł w skład podziemnego Krakowskiego Komitetu Międzypartyjnego z ramienia Stronnictwa Ludowego. 28 marca 1945 aresztowany w Pruszkowie przez NKWD, wywieziony na Łubiankę, w czerwcu 1945 sądzony w pokazowym procesie szesnastu w Moskwie, w którym został skazany na 4 miesiące więzienia. Zwolniony w sierpniu 1945. Został wiceprezesem Zarządu Wojewódzkiego Polskiego Stronnictwa Ludowego (mikołajczykowskiego) w Krakowie i zastępcą sekretarza generalnego Naczelnego Komitetu Wykonawczego PSL. Prowadził praktykę adwokacką w Krakowie.
17 września 1946, przed zbliżającymi się wyborami do Sejmu Ustawodawczego, został aresztowany przez funkcjonariuszy Ministerstwa Bezpieczeństwa Publicznego. Był sądzony w trwającym od 11 sierpnia 1947 procesie pokazowym siedemnastu członków II Zarządu Głównego Wolność i Niezawisłość (WiN) i działaczy Polskiego Stronnictwa Ludowego w Krakowie razem m.in. z płk Franciszkiem Niepokólczyckim, ppłk Alojzym Kaczmarczykiem, mjr. Walerianem Tumanowiczem i Józefem Ostafinem. Oskarżycielem był Stanisław Zarakowski, późniejszy naczelny prokurator wojskowy. Wyrokiem Wojskowego Sądu Rejonowego w Krakowie z dnia 10 września 1947 (sygn. akt Sr 978/47) w składzie sędziowskim pod przewodnictwem Romualda Klimowieckiego został skazany na 10 lat więzienia. Wyrok na mocy amnestii obniżono do 7 lat. Był więziony w zakładach na ul. Montelupich w Krakowie, we Wronkach oraz na ul. Rakowieckiej w Warszawie.
W 1953 wyszedł na wolność. W latach 1956–1975 pracował jako adwokat w Krakowie. Był inicjatorem utworzenia Muzeum Wincentego Witosa w Wierzchosławicach. Został pochowany w kaplicy grobowej rodziny Witosów na cmentarzu w Wierzchosławicach.

## Odznaczenia
W 100. rocznicę odzyskania przez Polskę niepodległości prezydent RP Andrzej Duda odznaczył go pośmiertnie Orderem Orła Białego.

## Upamiętnienie
Nazwisko Stanisława Mierzwy umieszczono w Panteonie Chłopów Polskich w sanktuarium w Kałkowie-Godowie. Jest także honorowym obywatelem Radłowa. Jego imię nosi szkoła podstawowa w Biskupicach Radłowskich. W 2025 r. Instytut Pamięci Narodowej wydał album pt. „Stanisław Mierzwa 1905–1985”.